# Катастрофа DC-9 в Нью-Хоупе
Катастрофа DC-9 в Нью-Хоупе — крупная авиационная катастрофа, произошедшая в понедельник 4 апреля 1977 года. Авиалайнер McDonnell Douglas DC-9-31 авиакомпании Southern Airways совершал рейс SO242 по маршруту Масл-Шолс—Хантсвилл—Атланта, но через 13 минут после вылета из Хантсвилла (в районе Рома) попал в сильную грозу, вызванной вспышкой торнадо. Обильный град и ливневый дождь повредили оба двигателя и привели к их отказу. Пилоты приняли решение совершить вынужденную посадку на шоссе в районе Нью-Хоупа, однако при пробеге лайнер врезался в деревья и бензозаправочную станцию, в результате чего полностью разрушился и сгорел. В катастрофе погибли 72 человека — 63 человека на борту самолёта из 85 (81 пассажир и 4 члена экипажа) и 9 человек на земле.
Катастрофа рейса 242 стала крупнейшей авиакатастрофой в штате Джорджия.

## Самолёт
McDonnell Douglas DC-9-31 (регистрационный номер N1335U, заводской 47393, серийный 608) был выпущен в 1970 году (первый полёт совершил 17 сентября). 29 июня 1971 года поступил в авиакомпанию Southern Airways. Оснащён двумя двухконтурными турбореактивными двигателями Pratt & Whitney JT8D-7A с силой тяги 12 600 фунтов (56 кН) каждый. На день катастрофы налетал 15 405,6 часов.
| № | Серийный номер | Установлен на самолёт | Наработка                     | Наработка                 |
| № | Серийный номер | Установлен на самолёт | СНЭ                           | ПКР                       |
| - | -------------- | --------------------- | ----------------------------- | ------------------------- |
| 1 | P-656922       | 28 мая 1976 года      | 18 555,6 часов, 31 647 циклов | 2336,2 часов, 3608 циклов |
| 2 | P-657686       | 13 декабря 1976 года  | 12 942,3 часа, 21 374 цикла   | 878,7 часов, 1270 циклов  |

Самолёт был оборудован погодным радаром модели RDR-1E системы «Бендикс» (англ. Bendix). При вылете из Хантсвилла в его топливных баках находилось 14 300 фунтов топлива.

## Экипаж
Самолётом управлял опытный экипаж, состав которого был таким:
- Командир воздушного судна (КВС) — 54-летний Уильям У. Маккензи (англ. William W. McKenzie). Очень опытный пилот, проработал в авиакомпании Southern Airways 16 лет и 5 месяцев (с 12 октября 1960 года). Имел лицензию гражданского пилота на одно- и многомоторные самолёты, а также бортинженера и пилота-инструктора. Имел действующую квалификацию для полётов на DC-3, M-404 и McDonnell Douglas DC-9. До командира DC-9 был повышен 23 февраля 1977 года. В связи с дальнозоркостью носил контактные линзы. Налетал 19 380 часов, 3205 из них на DC-9. Налёт за последние 90, 30 суток и 24 часа соответственно 124,7, 90,4 и 8,6 часов, все на DC-9[5].
- Второй пилот — 34-летний Лайман У. Кил-младший (англ. Lyman W. Keele, Jr.). Опытный пилот, проработал в авиакомпании Southern Airways 4 года и 1 месяц (с 12 февраля 1973 года). В 1966 году после окончания университета в Неваде[англ.] ушёл в авиацию ВМС США, подготовку проходил на авиабазе Пенсакола[англ.]. Ветеран войны во Вьетнаме, проходил службу на авианосце «USS Hancock» и совершил свыше сотни боевых вылетов по целям в Северном Вьетнаме. Имел бронзовую и золотую Воздушные медали, а также Похвальную медаль военно-морского флота. После ухода с флота, с 12 февраля 1973 года начал работать в гражданской авиакомпании Southern Airways. Имел лицензию гражданского пилота на одно- и многомоторные самолёты, а также бортинженера. Имел действующую квалификацию второго пилота McDonnell Douglas DC-9. Налетал 3878 часов, 235 из них на DC-9. Налёт за последние 90, 30 суток и 24 часа соответственно 191,7, 84,2, и 8,6 часов, все на DC-9[5][6].

В салоне самолёта работали две стюардессы:
- Энн М. Лемойн (англ. Anne M. Lemoine), 26 лет — старшая стюардесса. В Southern Airways с 15 мая 1972 года. Была квалифицирована для работы на M-404 и DC-9. Налетала 3562 часа. 29 октября 1976 года прошла переподготовку, на следующий день после которой продемонстрировала свои навыки по открыванию аварийных выходов в салоне и окон в кабине пилотов[5][7].
- Сэнди М. Уорд (англ. Sandy M. Ward), 22 года. В Southern Airways со 2 января 1977 года. Была квалифицирована для работы на M-404 и DC-9. Налетала 2750 часов. 28 октября 1976 года проходила переподготовку, а 24 ноября того же года продемонстрировала свои навыки по открыванию аварийных выходов в салоне и окон в кабине пилотов[7].

## Хронология событий

### Полёт к Атланте
McDonnell Douglas DC-9-31 борт N1335U выполнял регулярный внутренний пассажирский рейс SO242 (позывные Southern 242 или S242) из Масл-Шолса (Алабама) в Атланту (Джорджия) с промежуточной остановкой в Хантсвилле (Алабама). Вылет из Масл-Шолса был произведён в 15:21, а в 15:44 лайнер благополучно приземлился в Хантсвилле. В 15:51 с 81 пассажиром и 4 членами экипажа на борту рейс 242 вылетел в Атланту. Согласно имеющемуся на борту плану полёта, самолёт должен был следовать под радиолокационным контролем на эшелоне FL170 (5200 метров) до всенаправленного радиомаяка Ром (в 133,3 километрах) юго-восточнее Хантсвилла и в 85,2 километрах северо-западнее аэропорта Атланты), после прохождения которого снижаться по схеме захода на полосу №26 аэропорта Атланты. Расчётная продолжительность полёта была всего 25 минут.
После вылета экипаж в 15:54:35 перешёл на связь с диспетчером круга, который в 15:54:39 дал разрешение подниматься до эшелона FL170, а в 15:55:14 также дал разрешение следовать прямо на радиомаяк Ром. В 15:55:58 речевой самописец зафиксировал, что командир обратил внимание на заполненный экран радиолокатора, так как полёт проходил в условиях дождя. В 15:56:00 диспетчер предупредил рейс 242, что метеолокатор показывает осадки от умеренных до сильных, эхо от которых в 9 километрах впереди по маршруту полёта. Экипаж ответил, что они сейчас и так летят сквозь дождь, а осадки впереди выглядят не тяжелее, чем те, в которых они сейчас находятся. Однако диспетчер сообщил, что по данным метеолокатора впереди пилотов ожидает хоть и не сплошной грозовой фронт, но погодные условия, похоже, более сложные, чем те, в которых рейс 242 находился сейчас. В ответ с самолёта передали: О’кей, спасибо.
В 15:56:37 второй пилот сказал про показания радиолокатора: Не могу разобрать, это похоже на дождь, Билл. Что думаешь? Там похоже просвет (англ. I can't read that, it just looks like rain, Bill. What do you think? There's a hole). На это командир ответил: Там и правда есть просвет. Это всё, что я вижу. [после небольшой паузы] Судя по всему, у нас хороший радар. Я уверен, что надо прямо по курсу… следующие несколько миль — это оптимальный путь для полёта (англ. There's a hole right here. That's all I see. … Then coming over, we had pretty good radar. I believe right straight ahead… there the next few miles is about the best way we can go). В 15:57:36 диспетчер вызвал рейс 242 и спросил: …вы, похоже, сейчас в сложной ситуации. Какие ваши условия полёта?. На это с рейса 242 передали: У нас пасмурно, турбулентность… и я бы сказал умеренный дождь. В 15:57:47 диспетчер подтвердил получение информации, после чего дал указание рейсу 242 переходить на связь с диспетчерским центром в Мемфисе. В 15:58:10 экипаж установил связь с Мемфисским центром УВД (Мемфис-центр). В 15:58:32 командир сказал: Пока погода не ухудшается, а потому с нами всё будет в порядке. Второй пилот согласился: Да, и это хорошо.
Однако в 15:58:26 диспетчерский центр в Мемфисе всем рейсам по SIGMET сообщил о штормовом предупреждении в районе Теннесси, юго-востока Луизианы, Миссисипи, северной и западной Алабаме, а также в прибрежных водах, после чего посоветовал следить за информацией от радиомаяков в радиусе 241 километра зоны SIGMET. Затем в 15:58:45 диспетчер дал указание рейсу 242 переходить на связь с Атлантским центром управления воздушным движением (Атланта-центр). После этого командир прокомментировал: Поехали… держись, ковбой (англ. Here we go… hold'em cowboy). Далее в 15:59:06 экипаж установил связь с диспетчерским центром в Атланте (сектор 39) и сообщил, что он поднимается с одиннадцати до семнадцати. На это диспетчер сказал: …Понял. Ожидайте после Рома снижение по глиссаде к полосе 26. Экипаж рейса 242 подтвердил получение информации. После диспетчер в Атланте в промежутке 15:59:18—16:02:03 обсудил с рейсом TWA584 авиакомпании Trans World Airlines (TWA) выполнение последним обхода грозы с востока между Чаттанугой (Теннесси) и Ромом (Джорджия).
В 16:00:30 дождь настолько усилился, что его шум был слышен на речевом самописце рейса 242. В 16:02:57 командир сказал: Я думаю, нам лучше лететь здесь помедленней… (англ. I think we'd better slow it up right here in this…). Второй пилот на это ответил: Надо, где безопаснее (англ. Got ya covered). В 16:03:01 диспетчер сектора 30 центра в Атланте связался с рейсом авиакомпании Eastern Air Lines, который уже прошёл штормовую зону северо-западнее Рома, и спросил: Как прошёл ваш полёт по этому маршруту? Стали бы рекомендовать его всем остальным? (англ. How would you classify your ride through that line up there? You 'recommend anyone else come through it?). На это с самолёта Eastern Air Lines ответили: Это, конечно, не слишком удобный [вариант], но и ничего такого опасного не заметили (англ. It was not too comfortable but we didn't get into anything we would consider the least bit hazardous). В 16:03 диспетчер сектора 30 довёл эту информацию до рейса 242. Через 11 секунд речевой самописец зафиксировал шум ослабевшего дождя. В 16:03:20 экипаж перешёл на связь с Атлантой на новой частоте и доложил о высоте 17.
В 16:03:48 командир сказал: Выглядит мощно, никто не сунется сюда, а через 6 секунд, не расслышав вопрос второго пилота, спросил: Увидеть что?. Второй пилот повторил: Это разве не просвет?. КВС ответил: Это вовсе не просвет. Видишь?. В 16:04:05 речевой самописец вновь зафиксировал шум дождя, а через 3 секунды второй пилот спросил: Ты думаешь, стоит начинать обходить сейчас?. Тогда командир сказал: Будем поддерживать полёт на 285 узлах. Второй пилот подтвердил новую скорость.

### Отказ двигателей
В 16:04:30 на речевом самописце был записан шум дождя с градом, а через 20 секунд рейс 242 доложил в Атланту о снижении скорости полёта. В 16:05:53 второй пилот сказал: Каким путём будем следовать — пробьёмся здесь или возвращаемся? Я не знаю, где мы сможем пройти, Билл. Командир ответил: Я только знаю, что мы должны выбраться отсюда. Тогда второй пилот сказал: Да, прямо по этой полосе. Далее в 16:06:01 командир сказал: Прямо сейчас всё чисто здесь слева. Я думаю, мы сможем там сейчас пробиться. Второй пилот в 16:06:02 ответил: Понятно, туда и направляемся.
С 16:04:42 по 16:06:20 диспетчерский центр в Атланте координировал примерный маршрут полёта рейса TWA584 и его высоту для перехвата входного вектора 313° от радиомаяка Атланты. В 16:06:30 диспетчер сказал рейсу 584: Я смотрю на погоду к северо-западу от этого места и к северу от Рома, но вижу только её край.… Сохраняйте 15 000. С рейса 584 ответили: Сохраняем 15 000; наблюдаем хорошую погоду на один и два часа. Тем временем в 16:06:41 на борту рейса 242 второй пилот сказал: Надо пройти через этот просвет. Примерно в это же время диспетчер передал рейсу 242 снижаться и занимать эшелон FL140, но когда командир в 16:06:46 спросил второго пилота, кому эта команда, тот ошибочно решил, что самолёту TWA. Лишь когда диспетчер повторил указание, экипаж самолёта Southern Airways подтвердил начало снижения. На речевом самописце при этом вплоть до 16:09:13 был зафиксирован сильный шум дождя, причём в промежутке 16:07:57—16:08:33 самописец временно не работал. С 16:07:00 по 16:08:01 диспетчер в Атланте четырежды попытался вызвать рейс 242, но те не отвечали. Затем в 16:08:37 второй пилот, вероятно, посоветовал командиру вернуть режим двигателей, а в 16:08:42 сообщил диспетчеру, что они ожидают дальнейших указаний. Тогда диспетчер в 16:08:49 дал указание сохранять высоту 4550 метров, на что в 16:08:55 ему ответили, что постараются.
В 16:09:15 экипаж доложил диспетчеру, что у них лопнуло лобовое стекло и что они постараются снизиться с 4550 до 4250 метров. В 16:09:36 второй пилот сказал: На левом двигателе нет оборотов. Тогда диспетчеру было доложено о выключении левого двигателя, на что диспетчер сказал, что у них также перестал работать транспондер, ответчик 5623. В 16:09:43 второй пилот сказал: Мой код ответчика 5-6-2-3, скажите им, что я на высоте 14. В 16:09:59 командир скомандовал отключить автопилот, после чего второй пилот сказал, что взял управление. В 16:10:00 центр в Атланте дал указание снижаться до 4000 метров, но в 16:10:04 второй пилот сказал об отказе второго двигателя, что было сообщено в Атланту. Когда диспетчер переспросил, с самолёта доложили об отказе обоих двигателей.
Один из пассажиров в салоне имел квалификацию пилота гражданской авиации и сидел на левой стороне чуть впереди воздухозаборника левого двигателя. Со слов этого пассажира, полёт проходил нормально, пока самолёт не столкнулся с сильной турбулентностью и обильными осадками. Затем в законцовку крыла ударила молния, а потом пошёл град, который становился всё крупнее и интенсивнее. Также после удара молнии, но до начала града свет в салоне погас. Продолжительность турбулентности составила примерно 1-2 минуты, а дождя — от 45 до 60 секунд, столько же длился и град. Когда начался град, то в передней части правого двигателя раздался хлопок, после чего этот двигатель остановился. Затем из левого двигателя раздался звук помпажа, а потом хлопок, после чего и этот двигатель также остановился. На воздухозаборнике левого двигателя при этом были видны вмятины.

### Планирование сквозь дождь

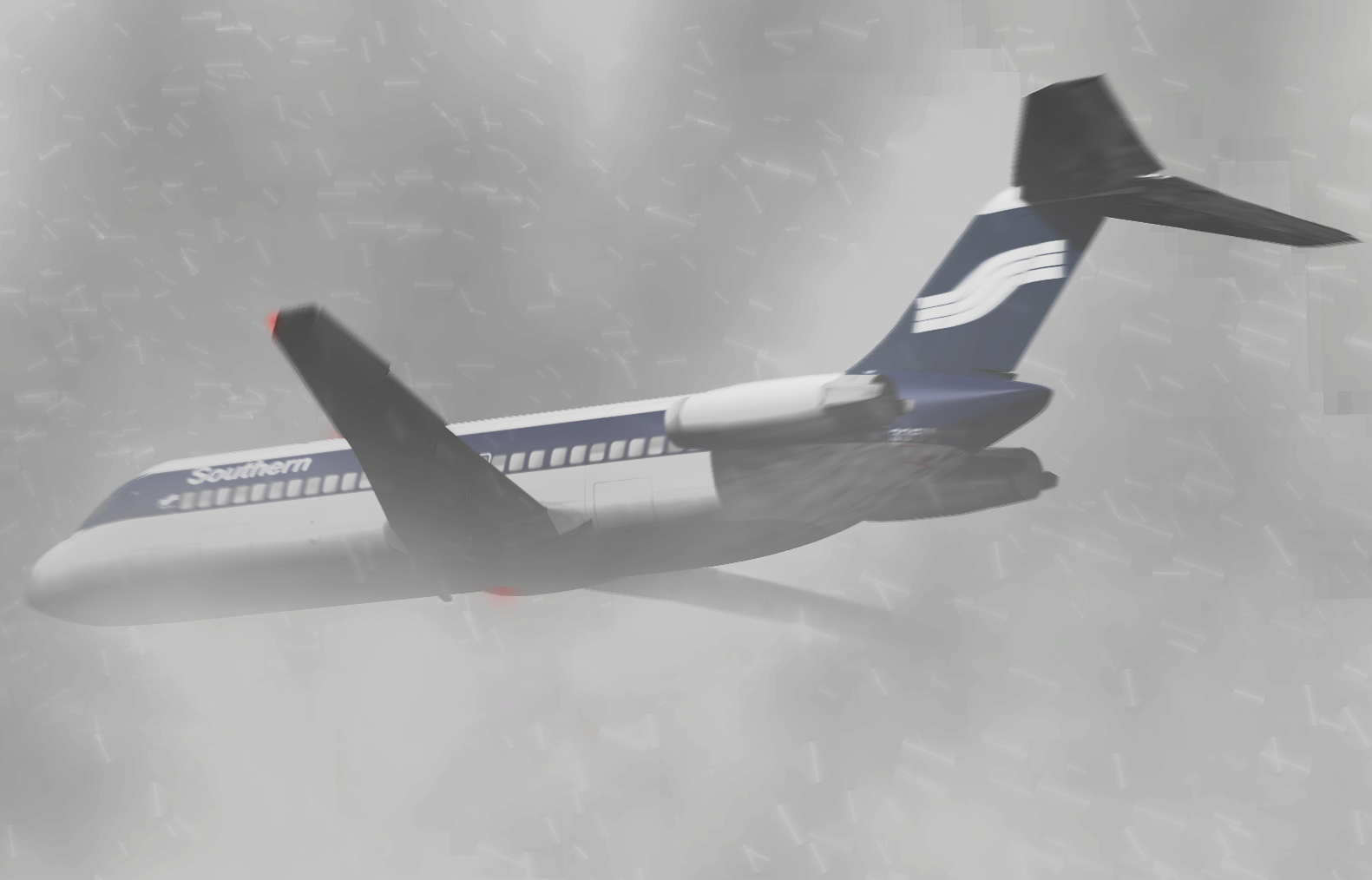
Рейс SO242 летит сквозь шторм (компьютерная реконструкция)

В 16:10:14 второй пилот сказал: Ладно, Билл, получи нам вектор на место посадки. В 16:10:16 с рейса 242 запросили: Дайте нам вектор захода на посадку в Атланте. В ответ диспетчер передал: Придерживайтесь по-прежнему юго-западного курса. TWA слева от вас в 14 милях на 14 тысячах и говорит, что там ясно. В 16:10:27 с рейса 242 спросили у центра в Атланте, надо ли поворачивать налево, на что диспетчер сказал, что попытается вывести их прямо на авиабазу Доббинс. Второй пилот тут же сказал командиру, что знает эту авиабазу, поэтому в 16:10:38 с самолёта запросили: Дайте нам направление на Доббинс, если возможно. В 16:10:41 диспетчер в Атланта-центр дал указание переходить на частоту 126,9 (Атланта-подход) для получения направления на Доббинс, что экипаж подтвердил в 16:10:45.
Далее в 16:10:50 второй пилот сказал о включении зажигания для запуска вспомогательной силовой установки (ВСУ). В 16:10:52 экипаж через другой самолёт (Learjet 999M) попытался вызвать Атланта-подход, но затем электричество отключилось, при этом в 16:10:56 на 2 минуты 4 секунды прекратили работу бортовые самописцы. Пока рейс 242 был обесточен, с 16:11:17 по 16:12:50 его трижды вызывал диспетчер Атланта-центр, в 16:12:00 попытался вызвать диспетчер в Атланта-подход, а через 10 секунд попытался и рейс TWA584. Однако все эти попытки на данном промежутке времени были безуспешными. Затем в 16:13:00 бортовые самописцы вновь начали работу, то есть экипаж смог запустить ВСУ и восстановить работу электросистем самолёта. В 16:13:03 командир сказал: Так, продолжим, после чего в 16:13:04 вызвал Атланта-подход: …Атланта, вы слышите Саутерн 242?. Диспетчер ответил: Саутерн 242, Атланта… продолжайте. С самолёта передали: …мы потеряли оба двигателя. Дайте нам направление на ближайшую площадку. Мы на 7000 футах. Тогда в 16:13:17 диспетчер подхода сообщил: Саутерн 242, понял. Поворот вправо на курс 100°, это направление на Доббинс, прямой заход на полосу 11… Вы сейчас в 15, то есть в 20 милях к западу от Доббинса. В ходе этой радиопередачи второй пилот спросил у командира: Что с погодой в Доббинсе, Билл? Как это далеко? Как это далеко?. КВС лишь передал на землю: О’кей, направление 140 и 20 миль. В 16:13:35 диспетчер подхода поправил: …занимайте курс 120°, Саутерн 242, поворот правый на 120°. С самолёта ответили: О’кей, поворот правый на 120° и… вам наш ответчик не передаёт сигнал о чрезвычайной ситуации?. Одновременно с этим второй пилот сказал: Объявляй чрезвычайную ситуацию, Билл. В 16:13:45 диспетчер передал: Я не получаю его, хотя вижу на радаре, что вы в 20 милях западнее Доббинса.
В 16:14:03 второй пилот сказал: Запусти же эти двигатели. Потом в 16:14:24 экипаж вызвал диспетчера: Слушайте, серьёзно, мы потеряли оба двигателя и я не… уверен, что понимаем ситуацию… У нас… всего два двигателя. Как далеко сейчас до Доббинса? Когда диспетчер ответил, что расстояние 19 миль, с самолёта сообщили, что они следуют на высоте 5800 футов со скоростью 200 узлов. В 16:14:45 диспетчер спросил: Саутерн 242, у вас хоть один двигатель работает?. В ответ передали: Ответ отрицательный, двигателей нет. В 16:15:04 командир сказал второму пилоту: Только не снижай скорость, на что тот ответил: Нет, не буду. Затем КВС дал указание выпустить закрылки, после чего речевой самописец зафиксировал звук движения рычага. В 16:15:11 второй пилот сказал: Получилось, значит гидравлика работает. Какая погода в Доббинсе? В 16:15:18 командир спросил у диспетчера в Атланта-подход о погоде в Доббинсе, на что тот сказал пока подождать. В 16:15:46 диспетчер передал: Саутерн 242, погода в Доббинсе — на 2000 переменная и примерно на 7000 сплошная, видимость 7 миль. С самолёта передали: Понял, мы сейчас у 4600. Когда диспетчер сказал, что до аэродрома ещё 17 миль, с рейса 242 передали: Я не знаю, дотянем ли мы до него.
В 16:16:11 второй пилот попросил командира, чтобы тот узнал у диспетчера, есть ли аэропорт ближе Доббинса. КВС не расслышал вопроса, поэтому второй пилот вновь повторил свою просьбу. Тогда 16:16:25 с самолёта спросили: …есть ли какой-либо аэропорт между нами и Доббинсом?. Диспетчер ответил, что ничего ближе Доббинса нет, поэтому 16:16:34 с самолёта передали: Я сомневаюсь, что у нас получится, но мы делаем всё возможное. Но потом диспетчер сказал, что есть ещё Картерсвиль, от которого рейс 242 находится в 18 километрах к югу, тогда как от Доббинса — в 27 километрах к западу. Тогда в 16:16:45 экипаж запросил направление на Картерсвиль, на что диспетчер передал: Хорошо, поворот влево на курс 360°, это прямой… прямой заход на Картерсвиль. В 16:16:53 рейс 242 спросил, какой посадочный курс полосы. Диспетчер подхода сказал; Подождите, на что экипаж спросил, а как долго ждать, но диспетчер вновь сказал: Подождите. Тогда в 16:17:08 командир сказал второму пилоту, что они будут выполнять посадку вне аэродрома, на что второй пилот сказал, что надо найти свободное шоссе. Командир предложил садиться на первом же поле, но второй пилот отказался. В 16:17:35 командир сказал: Смотри, там шоссе, и без автомобилей. Однако когда второй пилот спросил его: Там справа оно прямое?, на что командир ответил: Нет. Тем не менее второй пилот принял решение: Мы должны сесть на него.

### Катастрофа

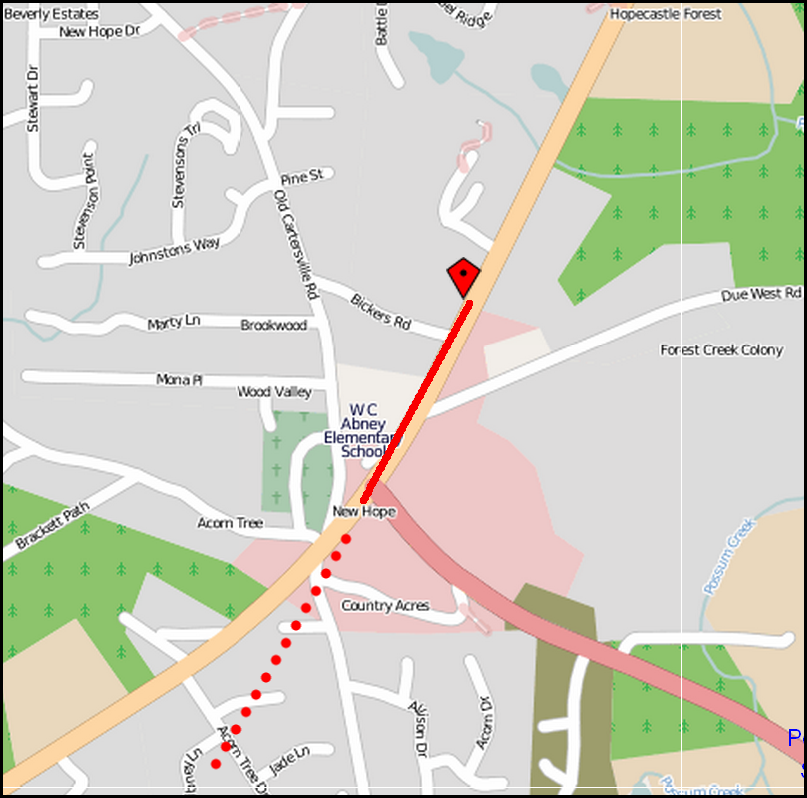
Схема посадки рейса 242

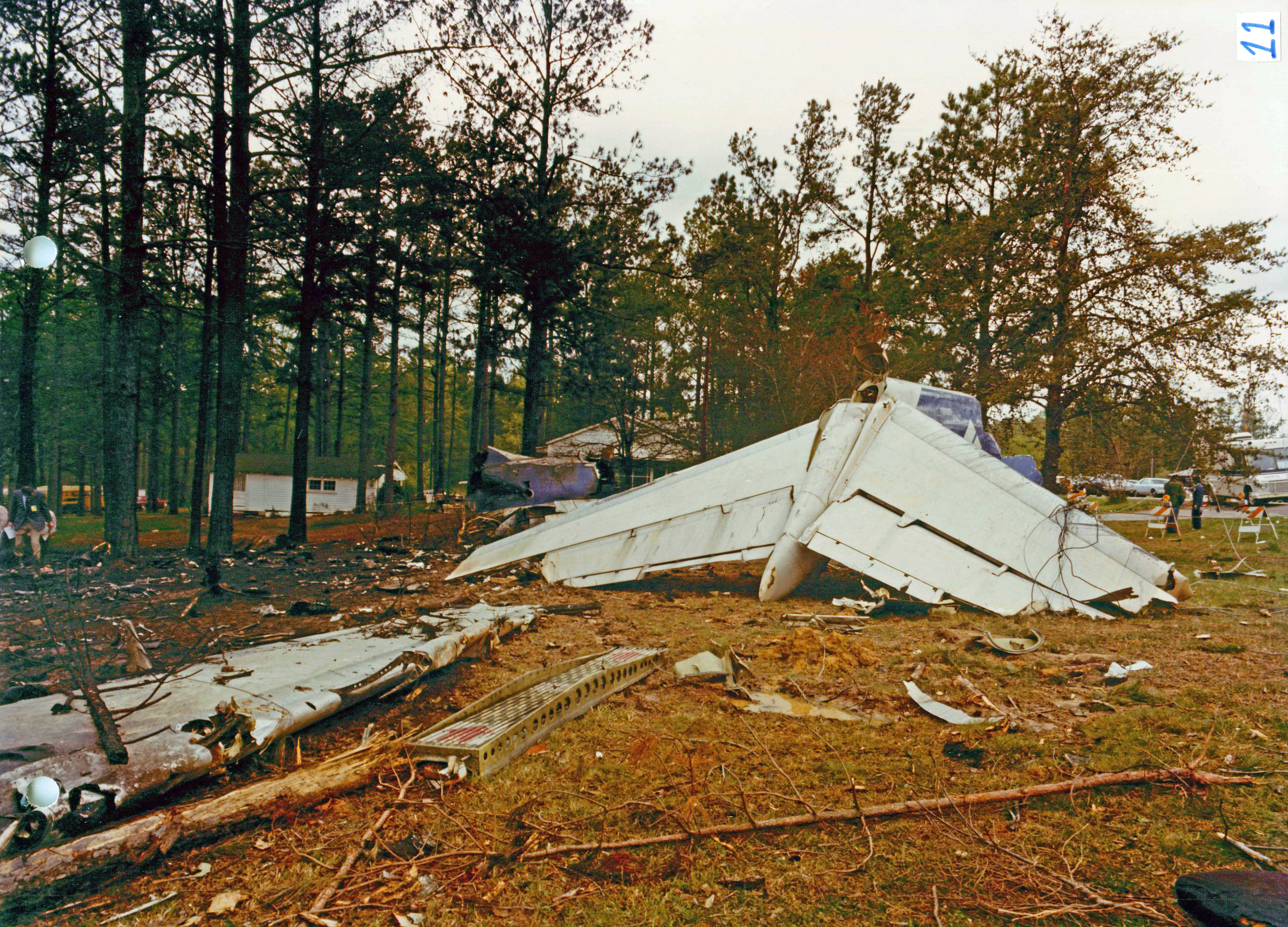
Обломки хвостовой части рейса 242

В 16:17:44 диспетчер в Атланте передал: Саутерн 242, схема полосы… в Картерсвиле… 360°, заход с севера и юга, уровень аэродрома 756 футов и… полезная длина 3200 футов. Однако в 16:18:02 с рейса SO242 было передано последнее радиосообщение: Мы садимся на шоссе, у нас нет выбора. Шоссе, которое выбрал экипаж, являлось государственным шоссе №92 (в настоящее время этот участок относится к шоссе №381), а посадка на него выполнялась в северо-северо-восточном направлении близ городка Нью-Хоуп (округ Полдинг, Джорджия). Пилоты при этом были вынуждены ориентироваться через разбитые градом лобовые стёкла.
| 16:18:07 | 2П  | Закрылки.                                   |
|          | КВС | Они на пятидесяти.                          |
|          | 2П  | Ох… Билл, я надеюсь, мы сможем это сделать. |
| 16:18:14 | 2П  | Я смогу, я смогу.                           |
| 16:18:15 | 2П  | Я собираюсь сесть прямо на того парня.      |
| 16:18:20 | КВС | Там же впереди автомобиль.                  |
| 16:18:20 | 2П  | Я знаю, Билл, я сейчас всё контролирую.     |
|          | КВС | Окей.                                       |
| 16:18:30 | КВС | Не затягивай.                               |
|          | 2П  | Я совершаю ошибку.                          |
| 16:18:31 | 2П  | Мы должны сделать это сейчас.               |
| 16:18:34 | 2П  | Я смогу.                                    |
| 16:18:36 |     | Звук удара.                                 |
| 16:18:43 |     | Конец записи.                               |

Законцовкой левой плоскости крыла лайнер врезался в два дерева у шоссе к юго-юго-востоку от Нью-Хоупа. Промчавшись 1,2 километра по шоссе, авиалайнер врезался левой плоскостью в ещё одно дерево, уже в самом городке. Далее обеими сторонами крыла рейс SO242 на протяжении 174 метров начал сносить столбы и деревья по обеим сторонам шоссе, после чего левая стойка шасси выкатилась на обочину. Почти одновременно левая сторона крыла врезалась в насыпь, при этом от удара самолёт развернуло влево и вынесло с шоссе. Далее авиалайнер промчался по городку ещё 384 метра, прежде чем остановился. Поле обломков имело размеры около 580 на 90 метров и было сориентировано примерно по магнитному курсу 25°. В процессе движения по шоссе и через городок лайнер врезался в деревья, кусты, столбы, заборы, дорожные знаки и топливораздаточные колонки на автомобильной заправочной станции, а также в пять легковых и один грузовой автомобили.
Катастрофа произошла в светлое время суток. На борту самолёта на месте погибли 62 человека — 2 члена экипажа (КВС и второй пилот — от обширных травм) и 60 пассажиров (20 — от обширных травм, 31 — от отравления дымом и ожогов, 9 — от сочетания травм). Позже в течение месяца умер ещё 1 пассажир, но в отчёте NTSB его не учли, так как по тогдашним нормативам под смертельно раненными подразумевались погибшие более, чем спустя 7 дней после катастрофы (в настоящее время этот срок увеличен до 30 дней). Выжили 22 человека — 2 члена экипажа (обе стюардессы) и 20 пассажиров. Кроме того, погибли также 9 жителей городка Нью-Хоуп (1 из них умер в течение месяца и в официальном отчёте NTSB он также отнесён к «смертельно раненным»). Таким образом, всего в катастрофе погибли 72 человека.

## Расшифровка переговоров
Переговоры и записи с речевого самописца рейса SO 242 в течение последних 15 минут.
| Время    |                    | Оригинал | Перевод |
| -------- | ------------------ | --- | --- |
| 16:03:48 | КВС                | Looks heavy, nothing’s going through that. | Выглядит мощно, здесь никак не пройти. |
| 16:03:54 | КВС                | See that? | Видишь? |
| 16:03:56 | 2П                 | That’s a hole, isn’t it? | Тут просвет, так? |
| 16:03:57 | КВС                | It’s not showing a hole; see it? | Он не показывает просвет. Видишь? |
| 16:04:05 | Шум дождя          | Шум дождя | Шум дождя |
| 16:04:08 | 2П                 | Do you want, to go around that right now? | Ты думаешь, стоит начинать обходить сейчас? |
| 16:04:19 | КВС                | Hand fly at about two eighty-five knots. | Будем поддерживать полёт на два восемьдесят пять узлов. |
|          | 2П                 | Two eight five. | Два восемь пять. |
| 16:04:30 | Шум дождя с градом | Шум дождя с градом | Шум дождя с градом |
| 16:04:53 | SO242              | Southern Two-Forty-Two, we’re slowing it up here a little bit. | Саутерн два-сорок-два, мы сейчас немного замедлимся. |
| 16:04:53 | AC                 | Two-Forty-Two, roger. | Два-сорок-два, принято. |
| 16:05:53 | 2П                 | Which way do we go, cross here or go out — I don’t know how we get through there, Bill. | Каким путём будем следовать — пробьёмся здесь или возвращаемся? Я не знаю, как мы тут сможем пройти, Билл. |
|          | КВС                | I know you’re just gonna have to go out…. | Я только знаю, что мы должны выбраться отсюда. |
|          | 2П                 | Yeah, right across that band. | Да, прямо через эту полосу. |
| 16:06:01 | КВС                | All clear left approximately right now; I think we can cut across there now. | Прямо сейчас всё чисто здесь слева. Я думаю, мы сможем там сейчас пробиться. |
| 16:06:12 | 2П                 | All right, here we go. | Хорошо, вперёд. |
| 16:06:25 | 2П                 | We’re picking up some ice, Bill. | Собираем немного льда, Билл. |
| 16:06:29 | КВС                | We are above 10 degrees. | Мы выше 10 градусов. |
|          | 2П                 | Right at 10. | Ровно на 10. |
|          | КВС                | Yeah. | Ага. |
| 16:06:30 | AC (к TWA584)      | I show the weather up northwest of that position north of Rome, just on the edge of it — I tell you what, maintain one five thousand. | Я смотрю на погоду к северо-западу от этого места и к северу от Рома, но вижу только её край. Сохраняйте 15 000. |
| 16:06:38 | TWA584             | Maintain one five thousand; we paint pretty good weather one or two o’clock. | Сохраняем 15 000; наблюдаем хорошую погоду на один или два часа. |
| 16:06:41 | 2П                 | He’s got to be right through that hole about now. | Он наверняка только что прошёл через этот просвет. |
| 16:06:42 | AC                 | Southern Two-Forty-Two descend and maintain one four thousand at this time. | Саутерн два-сорок-два, снижайтесь и пока что удерживайте 14 000. |
| 16:06:46 | КВС                | Who’s that? | Кто это? |
| 16:06:48 | 2П                 | TWA. | TWA. |
|          | AC                 | Southern Two-Forty-Two, descend and maintain one four thousand. | Саутерн два-сорок-два, снижайтесь и удерживайте 14 000. |
| 16:06:53 | SO242              | Two-Forty-Two down to fourteen. | Два-сорок-два вниз на 14. |
| 16:06:55 | AC                 | Affirmative. | Подтверждаю. |
|          | CAM                | (Heavy hail or rain sound starts and continues until power interruption.) | (Начинается звук сильного града или ливня и продолжается до отключения питания) |
| 16:07:00 | AC                 | Southern Two-Forty-Two, Atlanta altimeter two-niner-five-six, and cross 40 miles northwest of Atlanta two-five-zero knots. | Саутерн два-сорок-два, альтиметр Атланты два-девяносто-пять-шесть, и боковой в 40 милях к северо-западу от Атланты два-пять-ноль узлов.                                                                                                |
|          | CAM                | (Sound similar to electrical disturbance) | (Звук, похожий на электрические помехи) |
| 16:07:57 | CAM                | (Power interruption for 36 seconds) | (Отключение электропитания на 36 секунд) |
| 16:08:33 | CAM                | (Power restored) | (Электропитание восстановлено) |
|          | CAM                | (Sound of rain continues for 40 seconds) | (Звук дождя продолжается 40 секунд) |
| 16:08:34 | AC                 | Southern Two-Forty-Two, Atlanta. | Саутерн два-сорок-два, Атланта. |
| 16:08:37 | 2П                 | Got it, got it back, Bill; got it back, got it back [probably referring to the engines]. | Есть, вернул его, Билл; вернул его, вернул его [вероятно про двигатель]. |
| 16:08:42 | SO242              | Uh, Two-Forty-Two, stand by. | Э-э, два-сорок-два, ожидаем. |
| 16:08:46 | AC                 | Say again. | Повторите. |
| 16:08:48 | SO242              | Stand by. | Ожидаем. |
| 16:08:49 | AC                 | Roger, maintain one five thousand if you understand me; maintain one five thousand, Southern Two-Forty-Two. | Принято, сохраняйте 15 000, если понимаете меня, сохраняйте 15 000, Саутерн два-сорок-два. |
| 16:08:55 | SO242              | We’re trying to get it up there. | Пытаемся туда подняться. |
| 16:08:57 | AC                 | Roger. | Принято. |
| 16:09:15 | S242               | Okay, uh, Two-Forty-Two, uh, we just got our windshield busted and, uh, we’ll try to get it back up to fifteen, we’re fourteen. | Так, э-э, два-сорок-два, э-э, у нас только что разбилось лобовое стекло и, э-э, мы постараемся вернуться на 15, мы сейчас на 14. |
| 16:09:24 | 2П                 | Fifteen thousand. | Пятнадцать тысяч. |
| 16:09:25 | AC                 | Southern Two-Forty-Two, you say you’re at fourteen now? | Саутерн два-сорок-два, вы говорите, что сейчас на 14? |
| 16:09:27 | SO242              | Yeah, uh, couldn’t help it. | Да, э-э, ничего не могли поделать. |
| 16:09:30 | AC                 | That’s OK, uh, are you squawking five-six-two-three? | Ничего страшного, э-э, ваш ответчик пять-шесть-два-три? |
| 16:09:36 | 2П                 | Left engine won’t spool. | На левом двигателе нет оборотов. |
| 16:09:37 | SO242              | Our left engine just cut out. | Наш левый двигатель только что заглох. |
| 16:09:42 | AC                 | Southern Two-Forty-Two roger, and, uh, lost your transponder, squawk five-six-two-three. | Саутерн два-сорок-два, принято, и, э-э, мы потеряли ваш ответчик, ставьте пять-шесть-два-три. |
| 16:09:43 | 2П                 | I am squawking five-six-two-three, tell him I’m level fourteen. | Ставлю ответчик пять-шесть-два-три, скажите им, что я на эшелоне 14. |
| 16:09:49 | SO242              | Five-six-two-three, we’re squawking. | Пять-шесть-два-три, наш ответчик. |
| 16:09:53 | AC                 | Say you lost an engine and, uh, busted a windshield? | Говорите, потеряли двигатель и, э-э, разбито лобовое стекло? |
| 16:09:56 | SO242              | Yes sir. | Да, сэр. |
| 16:09:59 | КВС                | Autopilot’s off. | Автопилот выключен. |
|          | 2П                 | I’ve got it; I’ll hand-fly it. | Взял управление, управляю вручную. |
| 16:10:00 | AC                 | Southern Two-Forty-Two, you can descend and maintain one three thousand now, that’ll get you down a little lower. | Саутерн два-сорок-два, можете сейчас снизиться и занять 13 000, это немного вас опустит. |
| 16:10:04 | 2П                 | My (deleted), the other engine’s going, too (deleted) | (удалено), другому двигателю тоже конец, (удалено) |
| 16:10:05 | SO242              | Got the other engine going, too. | Другому двигателю тоже конец. |
| 16:10:08 | AC                 | Southern Two-Forty-Two, say again. | Саутерн два-сорок-два, повторите. |
| 16:10:10 | SO242              | Stand by — we lost both engines. | Ожидайте — мы потеряли оба двигателя. |
| 16:10:14 | 2П                 | All right, Bill, get us a vector to a clear area. | Ладно, Билл, нужно направление на чистое небо. |
| 16:10:16 | SO242              | Get us a vector to a clear area, Atlanta. | Дайте нам направление на чистое небо, Атланта. |
| 16:10:20 | AC                 | Uh, continue present southeastern bound heading; TWA’s off to your left about 14 miles at fourteen thousand and says he’s in the clear. | Придерживайтесь по-прежнему юго-восточного курса; TWA слева от вас в 14 милях на 14 тысячах и говорит, что там ясно. |
| 16:10:25 | SO242              | OK. | OK. |
| 16:10:27 | SO242              | Want us to turn left? | Хотите, чтобы мы повернули налево? |
| 16:10:30 | AC                 | Southern Two-Forty-Two, contact approach control, one two six point nine, and they’ll try to get you straight into Dobbins. | Саутерн два-сорок-два, свяжитесь с подходом, один два шесть точка девять, а они попробуют направить вас прямо к Доббинс. |
| 16:10:35 | SO242              | One two —. | Один два —. |
| 16:10:36 | 2П                 | Give me — I’m familiar with Dobbins; tell them to give me a vector to Dobbins if they’re clear. | Дай мне — я знаком с Доббинс; скажи им, чтобы дали направление на Доббинс, если там ясно. |
| 16:10:38 | SO242              | Give me, uh, vector to Dobbins if they’re clear. | Дайте нам направление на Доббинс, если там ясно. |
| 16:10:41 | AC                 | Southern Two-Forty-Two, one twenty-six point nine, they’ll give you a vector to Dobbins. | Саутерн два-сорок-два, один двадцать шесть точка девять, они дадут направление на Доббинс. |
| 16:10:45 | SO242              | Twenty-six nine, OK. | Двадцать шесть девять, ОК. |
| 16:10:50 | 2П                 | Ignition override, it’s gotta work by (deleted). | Зажигание вручную, должно заработать (удалено). |
| 16:10:56 | CAM                | [Power interruption for 2 minutes, 4 seconds] | [Потеря электропитания на 2 минуты 4 секунды] |
| 16:13:00 | CAM                | [Power restored] | [Электропитание восстановлено] |
| 16:13:03 | КВС                | There we go. | Так-то лучше. |
|          | 2П                 | Get us a vector to Dobbins. | Узнай направление на Доббинс. |
| 16:13:04 | SO242              | Uh, Atlanta, you read Southern Two-Forty-Two? | Атланта, вы слышите Саутерн два-сорок-два? |
| 16:13:08 | AA                 | Southern Two-Forty-Two, Atlanta approach control; uh, go ahead. | Саутерн два-сорок-два, Атланта-подход, говорите. |
| 16:13:11 | SO242              | Uh, we’ve lost both engines — how about giving us a vector to the nearest place. We’re at seven thousand feet. | Э-э, мы потеряли оба двигателя — как насчёт дать нам направление на ближайшую площадку. Мы на 7000 футах. |
| 16:13:17 | AA                 | Southern Two-Forty-Two, roger, turn right heading one zero zero, will be vectors to Dobbins for a straight-in approach Runway One-One, altimeter two niner five two, your position is 15, correction 20 miles west of Dobbins at this time. | Саутерн два-сорок-два, принято, поворот вправо на курс один ноль ноль, это направление на Доббинс, прямой заход на полосу один-один, альтиметр два девяносто пять два, вы сейчас в 15, то есть в 20 милях (37 км) к западу от Доббинс. |
| 16:13:18 | 2П                 | What’s Dobbins' weather, Bill? How far is it? How far is it? | Что с погодой в Доббинс, Билл? Расстояние? Расстояние? |
| 16:13:31 | SO242              | Okay, uh, one-forty heading and 20 miles. | Окей, э-э, направление один-сорок и 20 миль. |
| 16:13:35 | AA                 | Ah, make a heading of one-two-zero, Southern Two-Forty-Two, right turn to one-two-zero. | А, поворачивайте на курс один-два-ноль, Саутерн два-сорок-два, правый поворот на один-два-ноль. |
| 16:13:40 | SO242              | Okay, right turn to one-two-zero and, uh, you got us our squawk, haven’t you, on emergency? | Окей, поворот правый на один-два-ноль и, э-э, вам наш ответчик не передаёт сигнал о чрезвычайной ситуации? |
|          | 2П                 | Declare an emergency, Bill. | Объявляй чрезвычайную ситуацию, Билл. |
| 16:13:45 | AA                 | Uh, I’m not receiving it. But radar contact; your position is 20 miles west of Dobbins. | Я не получаю его, но вижу вас на радаре, вы в 20 милях к западу от Доббинс. |
| 16:14:03 | 2П                 | Get those engines (deleted). | Запусти же эти двигатели (удалено). |
| 16:14:24 | SO242              | All right, listen, we’ve lost both engines, and, uh, I can’t, uh, tell you the implications of this — we, uh, only got two engines and how far is Dobbins now?                                                                              | Ладно, послушайте, мы потеряли оба двигателя и я, э-э, не могу сообщить вам подробности — у нас, э-э, только два двигателя, и как далеко сейчас Доббинс?                                                                               |
| 16:14:34 | AA                 | Southern, uh, Two-Forty-Two, uh, 19 miles. | Саутерн, э-э, два-сорок-два, э-э, 19 миль. |
| 16:14:40 | SO242              | OK, we’re out of, uh, fifty-eight hundred, 200 knots. | Окей, мы на 5 800, 200 узлов. |
| 16:14:44 | 2П                 | What’s our speed? Let’s see, what’s our weight, Bill? Get me a bug speed. | Какая у нас скорость? Так, какой у нас вес, Билл? Поставь мне метку на скорость. |
| 16:14:45 | AA                 | Southern Two-Forty-Two, do you have one engine running now? | Саутерн два-сорок-два, у вас хоть один двигатель работает? |
| 16:14:47 | 2П                 | No. | Нет. |
| 16:14:48 | SO242              | Negative, no engines. | Никак нет, двигателей нет. |
| 16:14:50 | AA                 | Roger. | Принято. |
| 16:14:59 | КВС                | One twenty six. [This probably refers to the final approach speed.] | Один двадцать шесть. [Вероятно, имеется в виду скорость захода на посадку] |
|          | 2П                 | One twenty six. | Один двадцать шесть. |
| 16:15:04 | КВС                | Just don’t stall this thing out. | Только не свали его. |
|          | 2П                 | No, I won’t. | Не свалю. |
|          | КВС                | Get your wing flaps. | Выпусти закрылки. |
|          | CAM                | [Sound of lever movement.] | [Звук движения рычага] |
| 16:15:11 | 2П                 | Got it, got hydraulics so we got…. | Получилось, гидравлика работает, так что у нас есть…. |
|          | КВС                | We got hydraulics. | У нас есть гидравлика. |
| 16:15:17 | 2П                 | What’s the Dobbins weather? | Какая погода в Доббинс? |
| 16:15:18 | SO242              | What’s your Dobbins weather? | Какая у вас погода в Доббинс? |
| 16:15:22 | AA                 | Stand by. | Ожидайте. |
| 16:15:25 | 2П                 | Get Dobbins on the approach plate. | Найди Доббинс на посадочной карте. |
| 16:15:42 | КВС                | I can’t find Dobbins. Tell me where’s it at? Atlanta? | Не могу найти Доббинс. Скажи, где это? Атланта? |
|          | 2П                 | Yes. | Да. |
| 16:15:46 | AA                 | Southern Two-Forty-Two, Dobbins weather is two thousand scattered, estimated ceiling three thousand broken, seven thousand overcast, visibility seven miles.                                                                                | Саутерн два-сорок-два, погода в Доббинс — на 2000 переменная и примерно на 7000 сплошная, видимость семь миль. |
| 16:15:57 | SO242              | OK, we’re down to forty-six hundred now. | Понял, мы уже спустились на 4 600. |
| 16:15:59 | 2П                 | How far is it? How far is it? | Расстояние? Расстояние? |
| 16:16:00 | AA                 | Roger, and you’re approximately, uh, 17 miles west of Dobbins at this time. | Принято, вы сейчас примерно, э-э, в 17 милях к западу от Доббинс. |
| 16:16:05 | SO242              | I don’t know whether we can make that or not. | Я не знаю, дотянем ли мы до него. |
| 16:16:07 | AA                 | Roger. | Принято. |
| 16:16:11 | 2П                 | Ah, ask him if there is anything between here and Dobbins? | А, спроси его, нет ли чего-то между нами и Доббинс? |
|          | КВС                | What? | Что? |
|          | 2П                 | Ask him if there is anything between here and Dobbins. | Спроси его, нет ли чего между нами и Доббинс. |
| 16:16:25 | SO242              | Uh, is there any airport between our position and Dobbins? | Э-э, есть ли какой-либо аэропорт между нами и Доббинс? |
| 16:16:29 | AA                 | Southern Two-Forty-Two, uh, no sir, uh, closest airport is Dobbins. | Саутерн два-сорок-два, э-э, нет, сэр, э-э, ближайший аэропорт — Доббинс. |
| 16:16:34 | SO242              | I doubt we’re going to make it, but we’re trying everything to get something started. | Я сомневаюсь, что мы дотянем, но мы делаем всё возможное. |
| 16:16:38 | AA                 | Roger, well, there is Cartersville; you’re approximately 10 miles south of Cartersville, 15 miles west of Dobbins. | Принято, ну, ещё есть Картерсвиль; вы примерно в 10 милях к югу от Картерсвиля и в 15 милях к западу от Доббинс. |
| 16:16:44 | 2П                 | We’ll take a vector to that. Yes, we’ll have to go there. | Берём курс туда. Да, нам придётся лететь туда. |
| 16:16:45 | SO242              | Can you give us a vector to Cartersville? | Можете дать нам направление на Картерсвиль? |
| 16:16:47 | AA                 | All right, turn left, heading of three-six-zero be directly, uh, direct vector to Cartersville. | Хорошо, поворот влево на курс три-шесть-ноль, это прямой, э-э, прямой заход на Картерсвиль. |
| 16:16:52 | SO242              | Three six zero, roger. | Три шесть ноль, принято. |
|          | 2П                 | What runway? What’s the heading on the runway? | Какая полоса? Какое направление на полосу? |
| 16:16:53 | SO242              | What’s the runway heading? | Какое направление на полосу? |
| 16:16:58 | AA                 | Stand by. | Ожидайте. |
| 16:16:59 | SO242              | And how long is it? | И какая длина? |
| 16:17:00 | AA                 | Stand by. | Ожидайте. |
| 16:17:08 | КВС                | Like we are, I’m picking out a clear field. | Такими темпами мне придётся искать чистое поле. |
| 16:17:12 | 2П                 | Bill, you’ve got to find me a highway. | Билл, найди мне шоссе. |
|          | КВС                | Let’s get the next clear open field. | Давай сядем на следующем чистом поле. |
|          | 2П                 | No (deleted). | Нет (удалено). |
| 16:17:35 | КВС                | See a highway over — no cars. | Вижу шоссе вон там, и без автомобилей. |
|          | 2П                 | Right there, is that straight? | Вон там, оно прямое? |
| 16:17:39 | КВС                | No. | Нет. |
| 16:17:44 | AA                 | Southern Two-Forty-Two, the runway configuration… | Саутерн два-сорок-два, схема полосы… |
|          | 2П                 | We’ll have to take it. | Мы должны сесть на него. |
| 16:17:55 | AA                 | …at Cartersville is, uh, three six zero and running north and south and the elevation is seven hundred fifty-six feet and, uh, trying to get the length of now — it’s three thousand two hundred feet long.                                 | в Картерсвиле три шесть ноль, заход с севера и юга, высота полосы 756 футов и, ищу её длину — её длина 3200 футов. |
| 16:17:58 | CAM                | [Beep on gear horn.] | [Звуковая индикация выпуска шасси] |
|          | CAM                | [Gear horn steady for 4 seconds.] | [Звуковая индикация шасси в течение 4 секунд] |
| 16:18:02 | SO242              | Uh, we’re putting it on the highway, we’re down to nothing. | Э-э, мы садимся на шоссе, у нас не осталось высоты. |
| 16:18:07 | 2П                 | Flaps. | Закрылки. |
|          | КВС                | They’re at fifty. | Они на пятидесяти. |
|          | 2П                 | Oh (deleted), Bill, I hope we can do it. | Ох (удалено) Билл, я надеюсь у нас получится. |
| 16:18:14 | 2П                 | I’ve got it, I got it. | Я смогу, я смогу. |
| 16:18:15 | 2П                 | I’m going to land right over that guy. | Я собираюсь сесть прямо на того парня. |
| 16:18:20 | КВС                | There’s a car ahead. | Там же впереди автомобиль. |
| 16:18:25 | 2П                 | I got it Bill, I’ve got it now, I got it. | Я знаю, Билл, я сейчас всё контролирую. |
|          | КВС                | OK. | Окей. |
| 16:18:30 | КВС                | Don’t stall it. | Не свали его. |
|          | 2П                 | I gotta bug. | Мне нужна метка (имеется в виду метка скорости посадки, установленная КВС ранее). |
| 16:18:31 | 2П                 | We’re going to do it right here. | Мы сделаем это прямо здесь. |
| 16:18:34 | 2П                 | I got it. | Я смогу. |
| 16:18:36 | Звук удара         | Звук удара | Звук удара |
| 16:18:43 | Конец записи       | Конец записи | Конец записи |

## Расследование
Расследование причин катастрофы рейса SO242 проводил Национальный совет по безопасности на транспорте (NTSB).
Окончательный отчёт расследования был опубликован 26 января 1978 года.
Из результатов расследования NTSB:
1. Рейс 242 по пути из Хантсвилла в Атланту неподалёку от Рома попал в сильную грозу, когда снижался с 5181 до 4267 метров.
2. Из-за обильного попадания дождя и града в двигатели самолёта в последних произошло падение оборотов ниже, чем необходимо для нормальной работы генераторов, в результате чего произошло временное отключение электроэнергии на 36 секунд.
3. Затем частота вращения ротора в как минимум одном из двигателей увеличилась до значения, необходимого для нормальной работы генератора, поэтому электроснабжение самолёта восстановилось.
4. Такое увеличение частоты вращения двигателя (-ей) могло быть вызвано перемещением рычага (-ов) управления двигателем (РУД).
5. Первоначальное падение оборотов привело к тому, что в обоих двигателях резко замедлили вращение компрессоры высокого давления.
6. Резкое замедление частоты вращения компрессоров высокого давления, судя по всему, было вызвано перемещением РУДов и попаданием в двигатели большого количества воды.
7. Такое резкое изменение работы компрессора привело к тому, что в двигателе возник помпаж, который заставил отклониться вперёд лопатки шестой ступени компрессора низкого давления, при этом данные лопатки врезались в лопатки пятой ступени статора, из-за чего несколько лопастей и лопаток разрушились.
8. Кусочки лопастей и лопаток влетели в компрессор высокого давления и причинили серьёзные повреждения двигателей.
9. Двигатели продолжали работать в режиме тяги. Это обстоятельство в сочетании с повреждениями компрессора привели к тому, что возник перегрев турбинных секций в обоих двигателях, после чего произошёл отказ двигателей.
10. Вновь произошёл сбой электроснабжения, который продлился 2 минуты 4 секунды, пока не была запущена вспомогательная силовая установка.
11. После того, как повторная попытка запуска двигателей оказалась неудачной, происшествие стало неизбежным, так как в авиакомпании Southern Airways не проводили обучение и подготовку лётных экипажей по выполнению вынужденной посадки в условиях, когда все двигатели не работают.
12. Перед вылетом из Хантсвилла лётный экипаж не получал информации о грозе к западу от радиомаяка Ром.
13. В течение полёта к Рому экипаж не получал никакой информации о наличии штормовой погоды к западу от Рома, разве что только на мониторе бортового радиолокатора.
14. Основываясь только на показаниях бортового радиолокатора, командир рейса 242 поначалу решил, что наблюдаемый шторм к западу от Рома не очень мощный для пролёта через него.
15. Сделав такой первоначальный вывод, командир принял решение о вхождении в шторм близ Рома.
16. Нет убедительных доказательств, что на такие решения и действия повлияла усталость экипажа.
17. Решение командира о входе в шторм основывалось, вероятно, только на отображении погоды на радиолокаторе.
18. Ещё как минимум за 20 минут до того, как рейс 242 вылетел из Хантсвилла, Национальная метеорологическая служба с помощью своих радиолокаторов определила, что в районе Рома находится очень мощный шторм с градом и высотой облаков до 12 192 метров.
19. Диспетчеры авиакомпании Southern Airways не ознакомились с информацией от системы штормовых предупреждений о ситуации в районе Рома и не предупредили экипаж, что на маршруте полёта будут опасные погодные явления.
20. В диспетчерском центре в Атланте не имели достаточно информации о штормовой обстановке близ Рома.
21. Обзорные радиолокаторы диспетчерского центра в Атланте имели ограниченные возможности по отображению сложных погодных условий.
22. Из-за таких ограничений радиолокаторов диспетчеры в Атланте недостаточно хорошо понимали ситуацию с погодой в районе Рома.
23. Диспетчеры в Атланте не знали, что рейс 242 летит через шторм. В свою очередь, пилоты рейса 242 не запрашивали у диспетчеров никакой информации.
24. Часть людей на борту выжила в происшествии.
25. Стоит отметить хорошую работу стюардесс, которые сами начали подготовку пассажиров к аварийной посадке, благодаря чему выжило значительное число людей.
26. После отказа двигателей пилоты сделали разворот на 180° на запад в поисках выхода из штормового фронта; таким образом, они летели в противоположном направлении от авиабазы Доббинс. Этот поворот вывел самолёт из бури, но он оказался дальше от посадочной полосы и пилоты потеряли несколько минут драгоценного времени.
27. В тот момент, когда пилоты получили указания лететь на авиабазу Доббинс, они находились прямо над другим аэропортом Корнелиуса Мура. Выяснилось, что аэропорт Корнелиуса Мура был не в зоне действия радара диспетчерского подхода Атланты и диспетчеры не могли направить рейс 242 в этот аэропорт, так как они его не наблюдали на своих радарах.

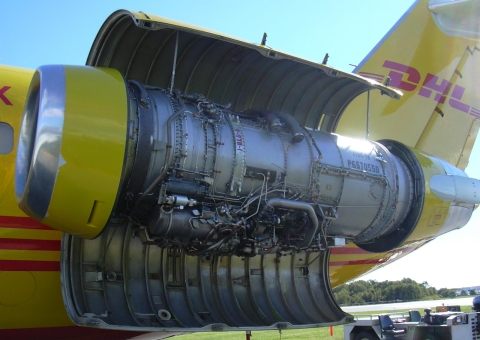
Двигатель Pratt & Whitney JT8D с открытым кожухом

Согласно отчёту, причиной катастрофы (предположительно) стал полный и уникальный по своей сути отказ обоих двигателей, когда авиалайнер следовал через область сильной грозы. Двигатели отказали из-за попадания в них большого объёма воды и града, а также движений рычагов управления двигателями, в результате чего произошёл помпаж, а затем и сильное повреждение конструкции компрессора двигателя.
Катастрофе способствовали те обстоятельства, что экипаж не получил своевременной информации от диспетчеров авиакомпании Southern Airways о сложных погодных условиях на маршруте, после чего командир, ориентируясь на показания бортового радиолокатора, принял решение не огибать грозу, а пройти через неё. Также сказались и ограничения управления воздушным движением Федерального управления гражданской авиации, так как отсутствовало своевременное распространение информации в режиме реального времени для лётных экипажей об опасных погодных явлениях.

## Культурные аспекты
- Катастрофа рейса 242 показана в 5 сезоне канадского документального телесериала Расследования авиакатастроф в эпизоде Южная буря[21].
- Также она показана в американском документальном телесериале от «MSNBC» Почему разбиваются самолёты[англ.] (англ. Why Planes Crash) в серии Жестокая погода (англ. Severe Weather).
- В фильме Эльдара Рязанова «Невероятные приключения итальянцев в России» двухдвигательный Ту-134 также совершает вынужденную посадку на шоссе.

### Комментарии
1. ↑  Здесь и далее указано Североамериканское восточное время — EST